# Всероссийская выставка в Нижнем Новгороде (1896)

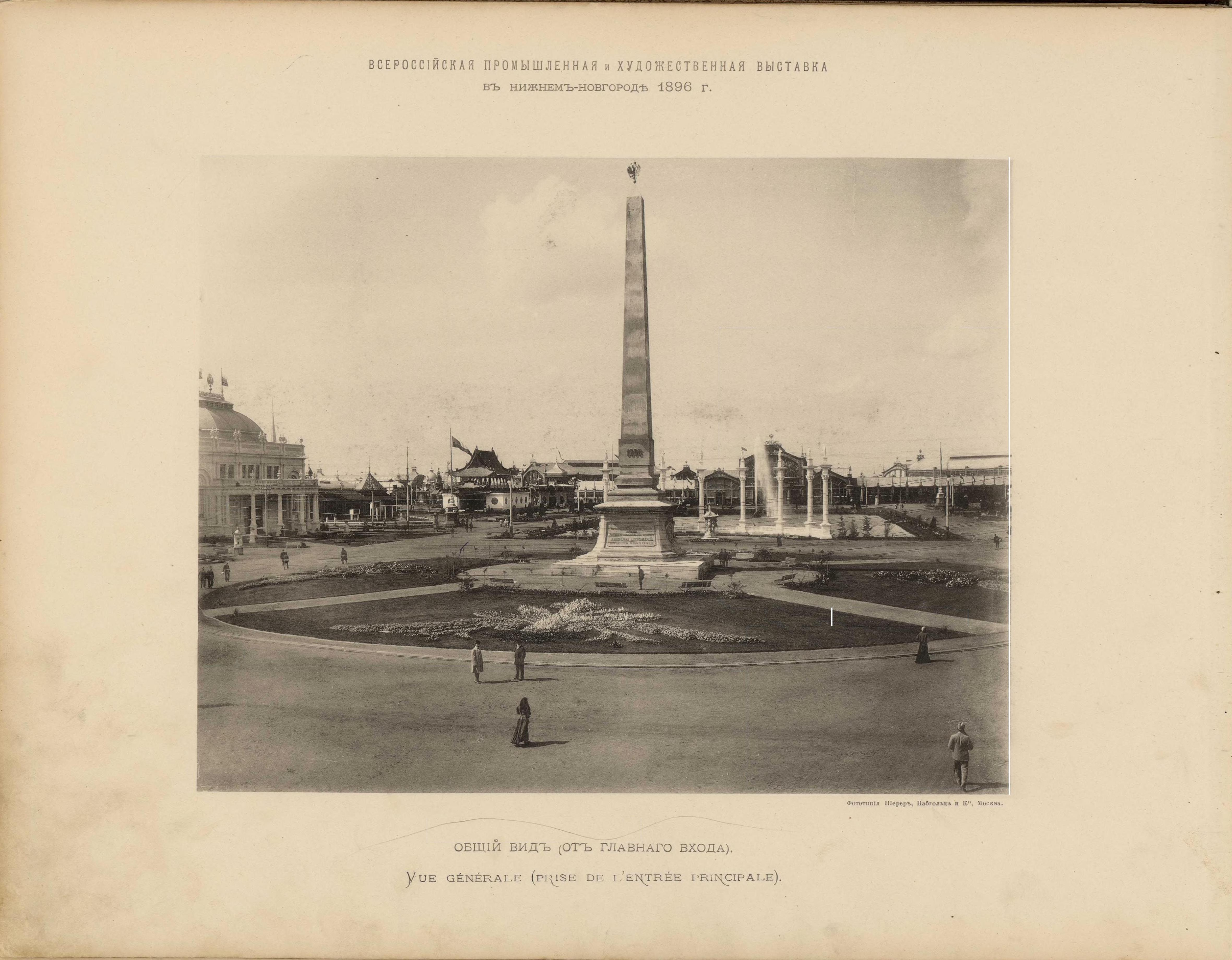
Общий вид выставки (от главного входа)

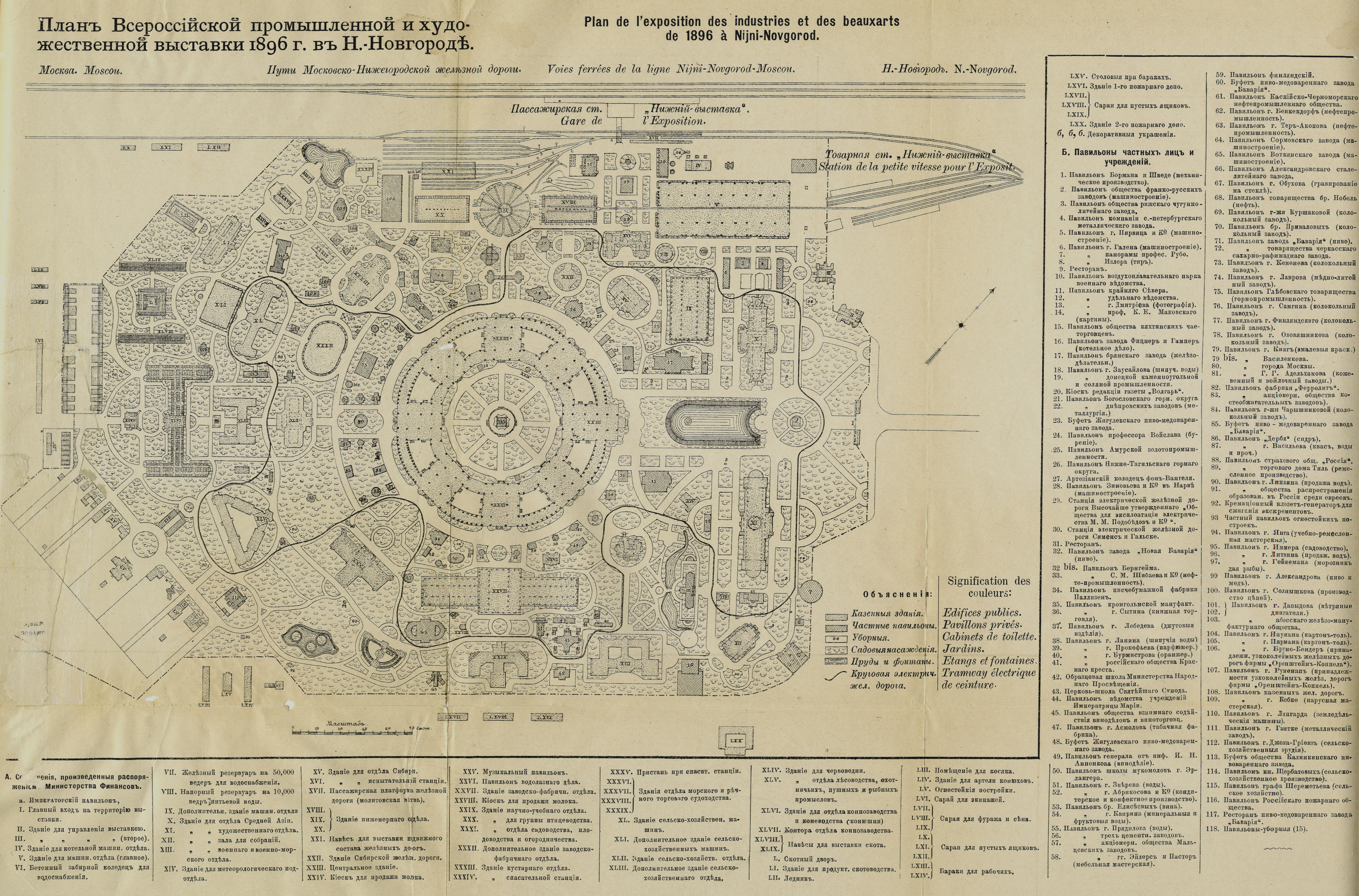
План Всероссийской выставки 1896 г.

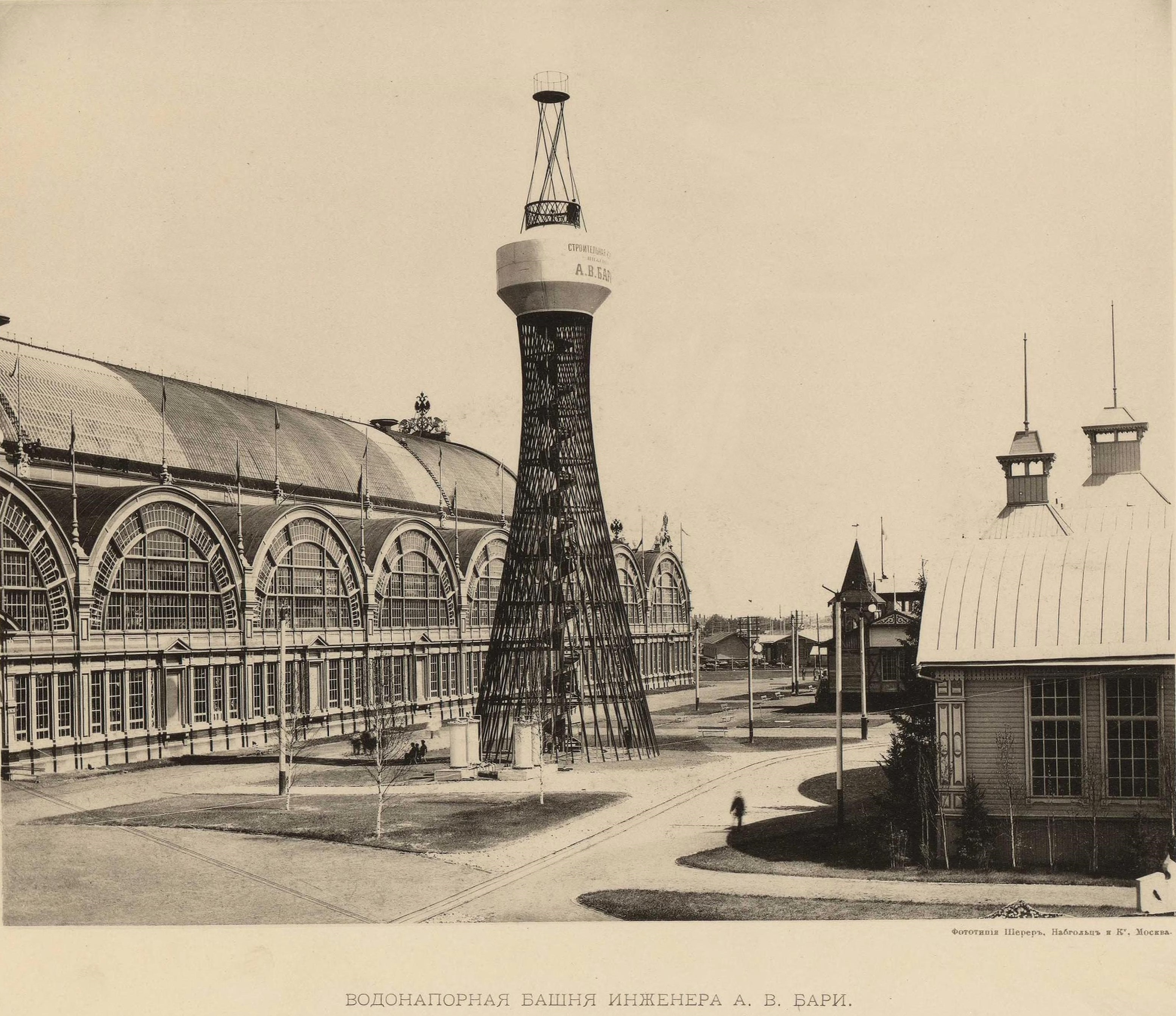
Первая в мире гиперболоидная конструкция В. Г. Шухова, реализованная в выставочной водонапорной башне инженера А. Бари.

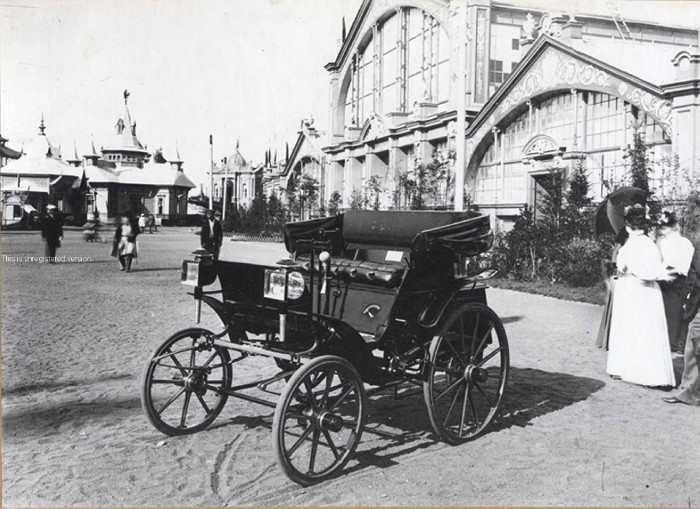
Первый русский автомобиль Яковлева и Фрезе на территории выставки

XVI Всероссийская промышленная и художественная выставка была профинансирована императором Николаем II и проходила с 28 мая (9 июня) по 1 (13) октября 1896 года в Нижнем Новгороде, в районе Кунавино, где сейчас расположен парк им. 1 Мая. К открытию выставки в Нижнем Новгороде был пущен первый в России электрический трамвай, устроены фуникулёры — подъёмники, доставлявшие пассажиров с нижней части города в верхнюю (Кремлёвский и Похвалинский), выстроены здания городского драматического театра, окружного суда, биржи Волжско-Камского банка, гостиниц, открыта пароходная скоростная линия, связывающая верхнюю часть города с его заречной частью.

## Описание
Для детального осмотра выставки, общей площадью около 25000 квадратных саженей, требовалось не менее недели. Количество посетителей составило примерно один миллион человек. В организации этой выставки принимали участие известные предприниматели: С. Т. Морозов был председателем ярмарочного комитета, С. И. Мамонтов заведовал одним из павильонов. Участниками выставки были отечественные предприниматели, и прежде всего подчёркивалось российское происхождение представленных товаров. Успех выставки обеспечивался целой системой мер, предпринятых русским правительством для стимулирования экономического развития страны.
Решение о проведении Всероссийской выставки в Нижнем Новгороде появилось не случайно. Снижение оборотов Нижегородской ярмарки, которая проводилась ежегодно, вызывало серьёзную озабоченность русского правительства. С не меньшей тревогой воспринималось и постепенное вытеснение отечественных хлебопроизводителей с традиционных европейских рынков. В то же время Нижний Новгород оставался «хлебной столицей» России, крупным торговым центром. Назрела необходимость организации специальных мероприятий, которые не только могли бы возродить интерес к «русскому хлебу» за границей, но и способствовали бы появлению новых товаров, внедрению новых технологий, освоению новых рынков.
Был подписан Указ Императора о проведении Всероссийской выставки в 1896 году, утверждены Положения о выставке и состав Особой комиссии под председательством С. Ю. Витте, в которую вошли представители различных министерств и ведомств. Разумеется, помимо сугубо экономических целей (способствовать достижению баланса между спросом и предложением, производством и потреблением) выставка преследовала и определённые политические цели. Именно поэтому среди посетителей выставки были и министры, и послы иностранных держав, и царская семья.
Выставка 1896 года в Нижнем Новгороде стала крупнейшей дореволюционной выставкой в России. На ее организацию было затрачено порядка 10,17 млн рублей (для сравнения, Всемирная выставка в Чикаго 1893 года имела бюджет 5 млн. долларов (9,7 млн. рублей), а Парижская выставка 1889-го года - 41,5 млн. франков (15,5 млн. рублей). Одновременно с выставкой был проведён Всероссийский промышленный съезд. На выставке были продемонстрированы лучшие достижения начавшегося промышленного подъёма: первая в мире гиперболоидная стальная сетчатая башня-оболочка и первые в мире стальные сетчатые висячие и сводообразные перекрытия-оболочки (8 павильонов выставки общей площадью более 25 тысяч квадратных метров, включая уникальную ротонду Шухова — круглый павильон с висячей стальной сетчатой оболочкой покрытия) конструкции В. Г. Шухова (патенты Российской империи № 1894, 1895, 1896 от 12 марта); грозоотметчик А. С. Попова; первый русский автомобиль конструкции Евгения Яковлева и Петра Фрезе; многие другие технические изобретения, технологии, художественные достижения.
Место для выставки было выбрано на левом берегу реки Оки, между главной линией Московско-Нижегородской железной дороги и лесом графа Шувалова, почти рядом с ярмаркой (в настоящее время на этой площади находится парк им. 1 Мая). Она занимала около 84 га. Для уменьшения строительных расходов из Москвы в Нижний Новгород было перенесено центральное здание, оставшееся после всероссийской выставки 1882 года.
Всех зданий и сооружений, возведённых по распоряжению министерства финансов — около 70. Павильонов частных лиц и учреждений — более 120. Императорский павильон, построенный по проекту профессора А. Н. Померанцева в русском стиле — с резными украшениями, после окончания выставки был подарен Нижнему Новгороду. Зал для собраний на 900 человек был построен профессором Л. Н. Бенуа, среднеазиатский отдел в мавританском стиле — по проекту профессора А. Н. Померанцева, павильон Крайнего Севера — по эскизам К. Коровина. Ряд павильонов (Ярославской мануфактуры А. А. Карзинкина, фирм «Эйнем», Сергеева, Н. Н. Коншина, Товарищества Гарелина, Товарищества Шибаева и другие) были сооружены по проектам архитектора Ф. О. Шехтеля. Возведение и оформление главного павильона, а также проектирование павильонов Тверской и Никольской мануфактур, павильона «Товарищества Ф. Реддавей и К°» осуществлял архитектор В. А. Мазырин. Выдавались здания художественного отдела, департамента уделов, министерства путей сообщения, речного и морского торгового судоходства и т. д. Из частных павильонов обращало на себя внимание здание товарищества нефтяного производства братьев Нобель, с панорамами заводов и промыслов в городе Баку.
Выставочная территория была прорезана круговой электрической дорогой (около 3,7 км). Освещалась выставка электричеством. Для сообщения города с выставкой устроены были электрическая железная дорога, два элеватора и особые пароходные курсы. Для посетителей выставки были установлены 183 маршрута из разных городов России, по железным дорогам и водяным сообщениям, со значительной скидкой. На выставке читались лекции по разным предметам; в каждом отделе, в известные часы, давались объяснения. Во время выставки устроены были съезды торгово-промышленный (более 1 тысячи членов), овцеводов, пчеловодов, пожарный и др. Всех посетителей на выставке, в течение 125 дней, было 991 033, считая в том числе и бесплатных народных учителей, учеников, рабочих и проч. Для воспитанников учебных заведений и рабочих был устроен даровой проезд на выставку. На московской всероссийской выставке 1882 г. посетителей было 1 077 198 человек. Экспонентов в Н. Новгороде 9700, в Москве — 5318. Особенно широко были в Нижнем представлены отделы среднеазиатский, сибирский, Крайнего Севера (устроенный Московско-Яросл.-Архан. жел. дорогой).
Одним из праздничных мероприятий стала постановка в Деревянном оперном театре оперы М. И. Глинки «Жизнь за царя». Это было второе рождение Частной оперы Саввы Мамонтова, который пригласил на главную роль Фёдора Шаляпина. 23-летний певец был к этому времени уже зачислен в Мариинский театр, но судьбоносным стало для него именно сотрудничество с Мамонтовым.

## Отделы и подотделы Выставки
- Отдел I. Сельское хозяйство (заведующий: управляющий отделом сельской экономии Министерства земледелия и государственных имуществ, тайный советник Дмитрий Аркадьевич Тимирязев).
- Отдел II. Коннозаводство и коневодство (заведующий: старший чиновник особых поручений Главного управления государственного коннозаводства, полковник Пётр Иванович Лункевич).
- Отдел III. Домашние животные (заведующий: отставной лейтенант Николай Васильевич Верещагин).
- Отдел IV. Садоводство, плодоводство и огородничество (заведующий: гофмейстер, статский советник Алексей Густавович фон Кнорринг).
- Отдел V. Охотничьи, пушные и рыбные промыслы (заведующий: член учёного комитета Министерства земледелия и государственных имуществ, действительный статский советник Оскар Андреевич Гримм).
- Отдел VI. Лесоводство и лесная технология (заведующий: директор Санкт-Петербургского Лесного института, действительный статский советник Николай Семёнович Шафранов).
- Отдел VII. Горное дело и металлургия (заведующий: горный инженер, надворный советник Иван Сергеевич Лебёдкин).
- Отдел VIII. Изделия из волокнистых веществ (заведующий: мануфактур-советник Савва Тимофеевич Морозов).
- Отдел IX. Производства фабрично-заводские и фабрично-ремесленные (заведующий: председатель Императорского Русского технического общества, почётный член Совета торговли и мануфактур Михаил Ильич Кази).
- Отдел X. Художественно-промышленный (заведующий: действительный статский советник Дмитрий Васильевич Григорович).
- Отдел XI. Кустарные промыслы (заведующий: консерватор кустарного дела Императорского сельскохозяйственного музея, статский советник Александр Михайлович Воронецкий).
- Отдел XII. Машинный и электротехнический (заведующий: председатель Императорского Русского технического общества, почётный член Совета торговли и мануфактур Михаил Ильич Кази).

Пожарный подотдел (заведующий: камергер, председатель Соединённого Российского пожарного общества, статский советник, князь Александр Дмитриевич Львов).
- Отдел XIII. Сибирь; торговля России с Китаем и Японией (заведующий: вице-председатель Императорского Русского географического общества, действительный тайный советник, сенатор Пётр Петрович Семёнов).
- Отдел XIV. Средняя Азия; торговля России с Персией (заведующий: член Совета министра финансов, действительный статский советник Николай Павлович Забугин).
- Отдел XV. Военный (заведующий: директор Педагогического музея Военно-учебных заведений, генерал-майор Аполлон Николаевич Макаров).
- Отдел XVI. Военно-морской (заведующий: контр-адмирал Николай Илларионович Скрыдлов).
- Отдел XVII. Строительное и инженерное дело, морское и речное торговое судоходство (заведующий: член совета по железнодорожным делам, инженер путей сообщения, тайный советник Владимир Михайлович Верховский).

Подотдел Огнеупорных построек (тайный советник Владимир Михайлович Верховский).
- Отдел XVIII. Художественный (заведующий: академик Альберт Николаевич Бенуа).
- Отдел XIX. Народное образование, метеорология, охранение народного здравия, благотворительность, подача помощи страждущим и спасение на водах (заведующий: чиновник особых поручений при Министерстве народного просвещения, коллежский асессор Евграф Петрович Ковалевский).

Подотдел Министерства народного просвещения (заведующий: коллежский асессор Евграф Петрович Ковалевский).
Подотдел Метеорологии (заведующий: генерал-майор Михаил Александрович Рыкачёв).
Подотдел Санитарно-гигиенический (в заведовании Высочайше утверждённого Русского общества охранения народного здравия, состоящего под почётным председательством Его Императорского Высочества Великого князя Павла Александровича).
Подотдел Благотворительных учреждений (заведующий: действительный статский советник, камергер Дмитрий Валерьянович Князев).
Подотдел Российского общества Красного Креста (заведующий: камергер А. А. Лебедев)
Подотдел Императорского Общества спасения на водах, состоящего под Высочайшим покровительством Её Императорского Величества Государыни Императрицы Марии Фёдоровны (заведующие: главный инспектор Общества, генерал-лейтенант Николай Александрович Суслов и инспектор Общества, генерал-майор Феодосий Николаевич Чалеев).
- Отдел XX. Крайний Север (заведующий: председатель правления Московско-Ярославско-Архангельской железной дороги, коммерции советник Савва Иванович Мамонтов).

Всех наград присуждено экспертами 5318. Стоимость зданий выставки и других для неё расходов казны и частных лиц определяется не менее как в 50 млн руб. Литература о выставке очень обширна. Во время выставки издавалась специальная выставочная газета; министерство финансов издало по поводу выставки книгу «Производительные силы России», где даны очерки различных отраслей промышленности, торговли и т. д. Изданы были также описания фабрик, заводов, имений и проч.

## Экспонаты выставки
- Гиперболоидная башня Шухова
- Ротонда Шухова
- Пальма Мерцалова
- Первый русский автомобиль

## Фотографии

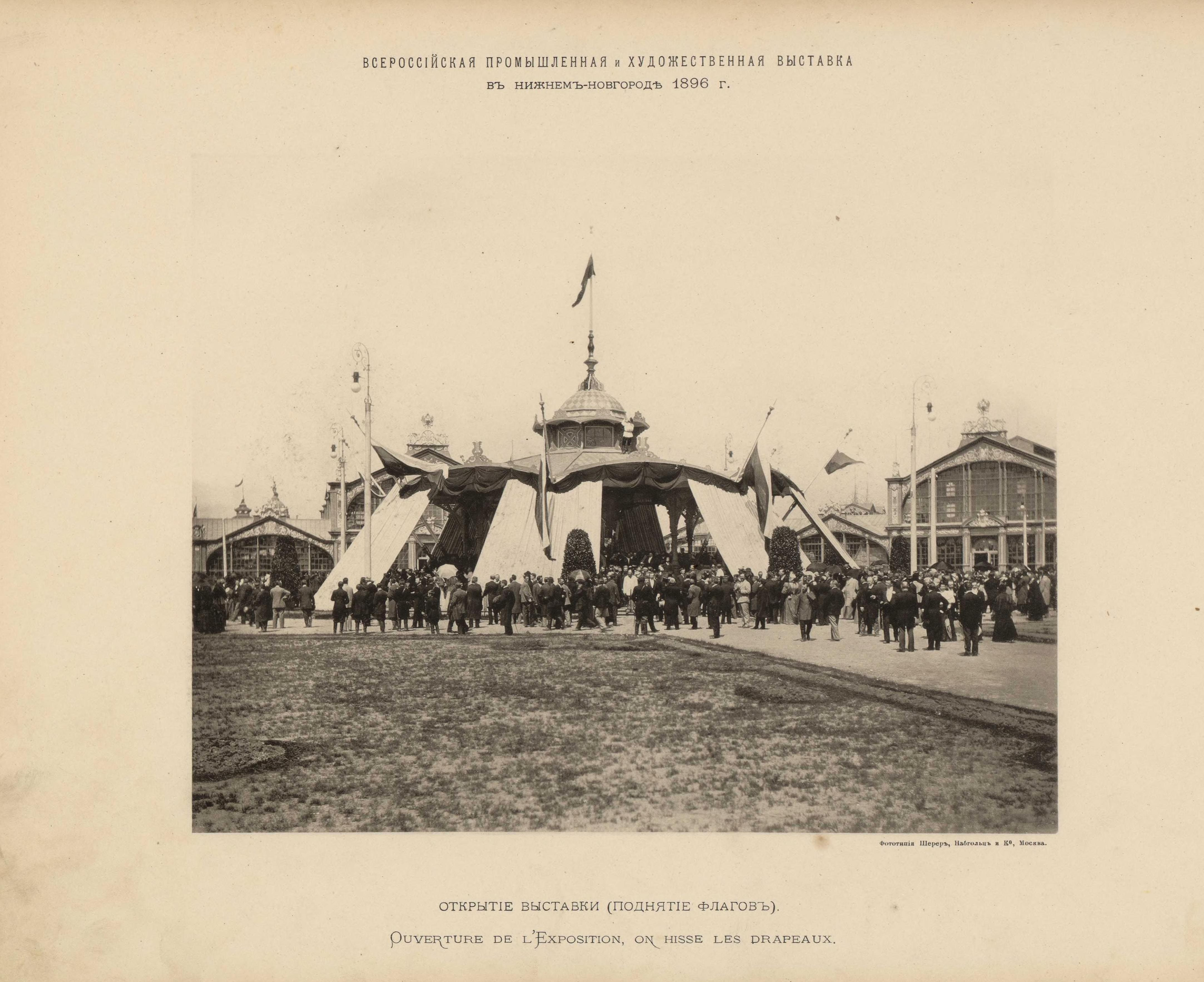
Открытие Всероссийской выставки
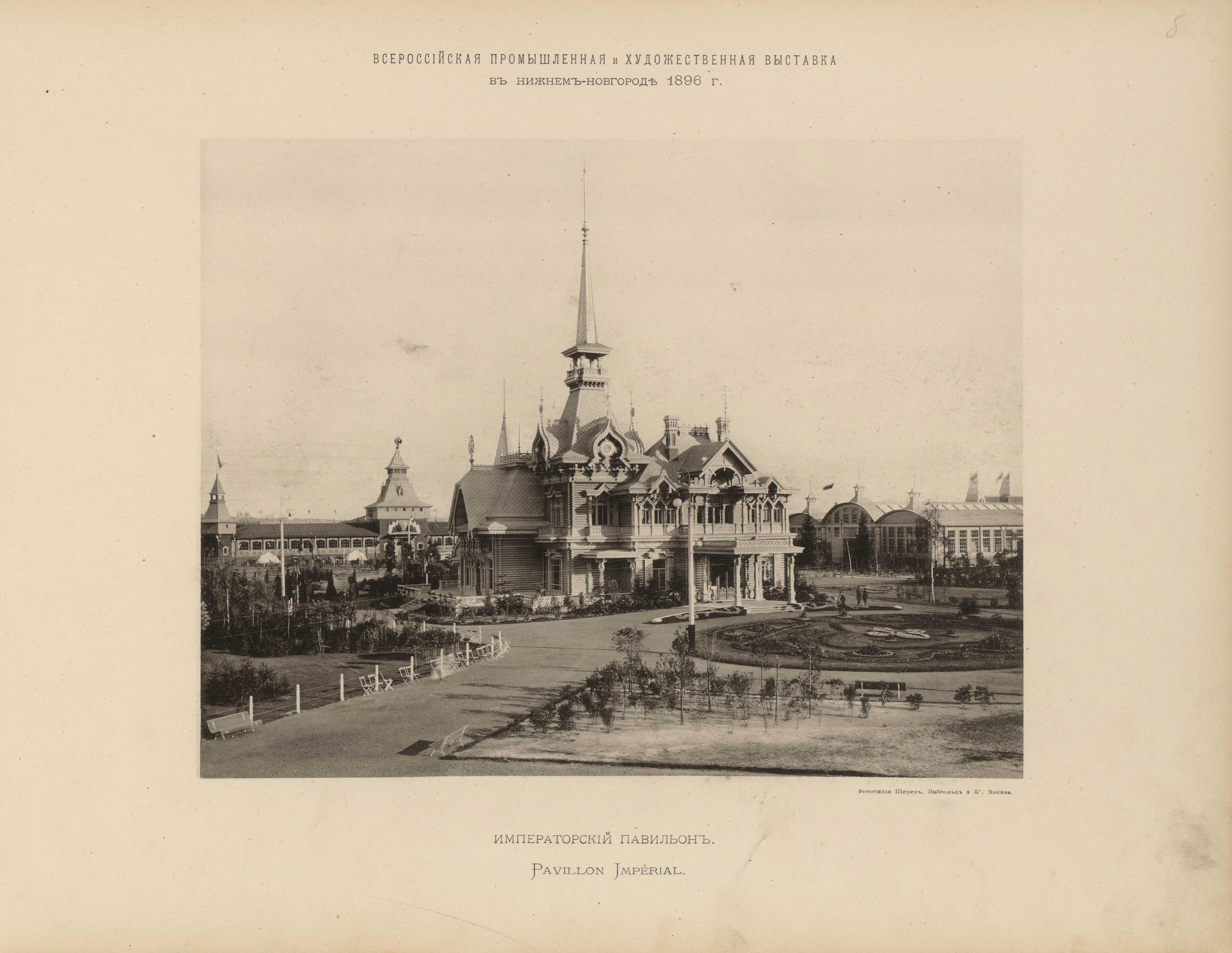
Императорский павильон
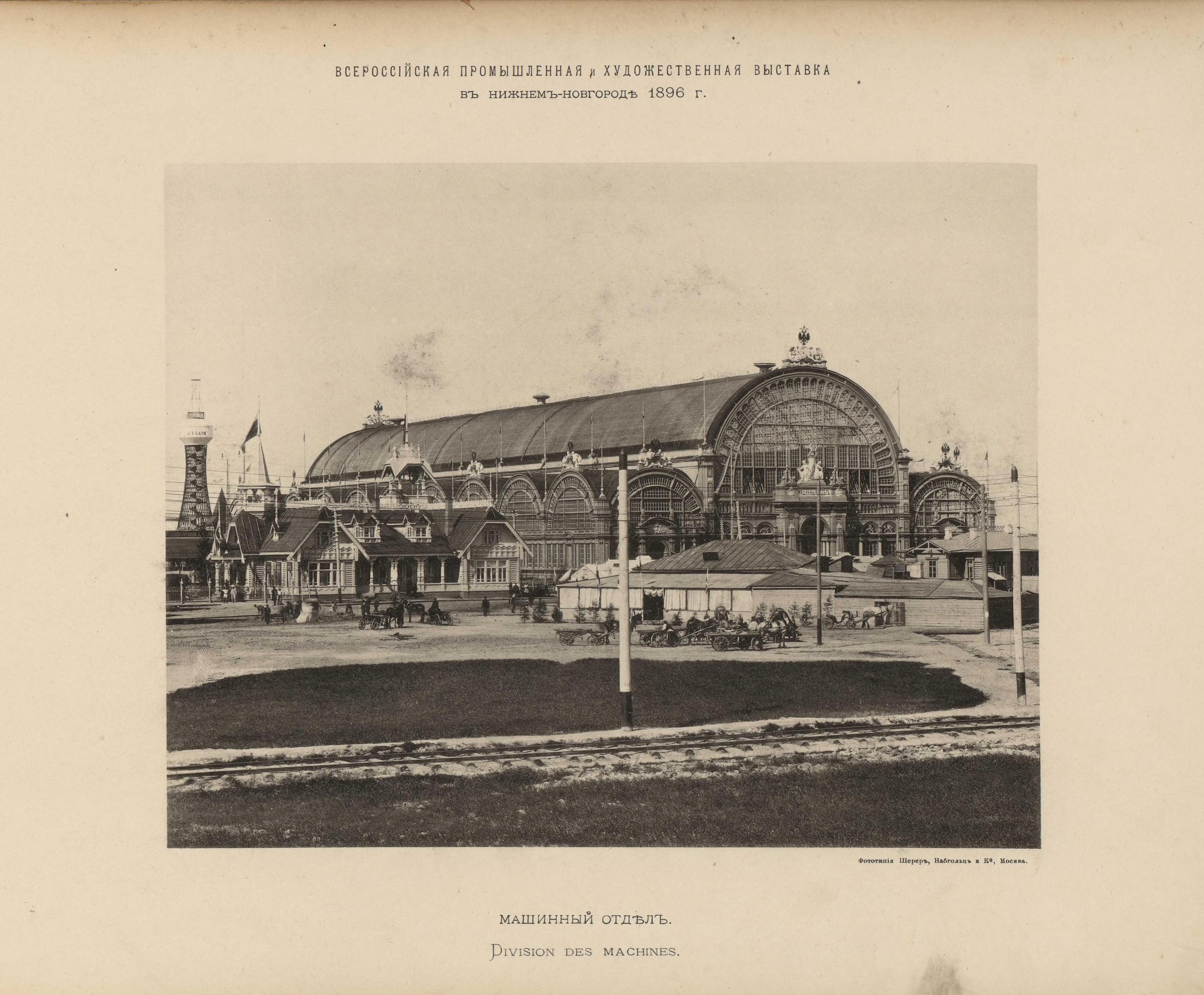
Машинный отдел
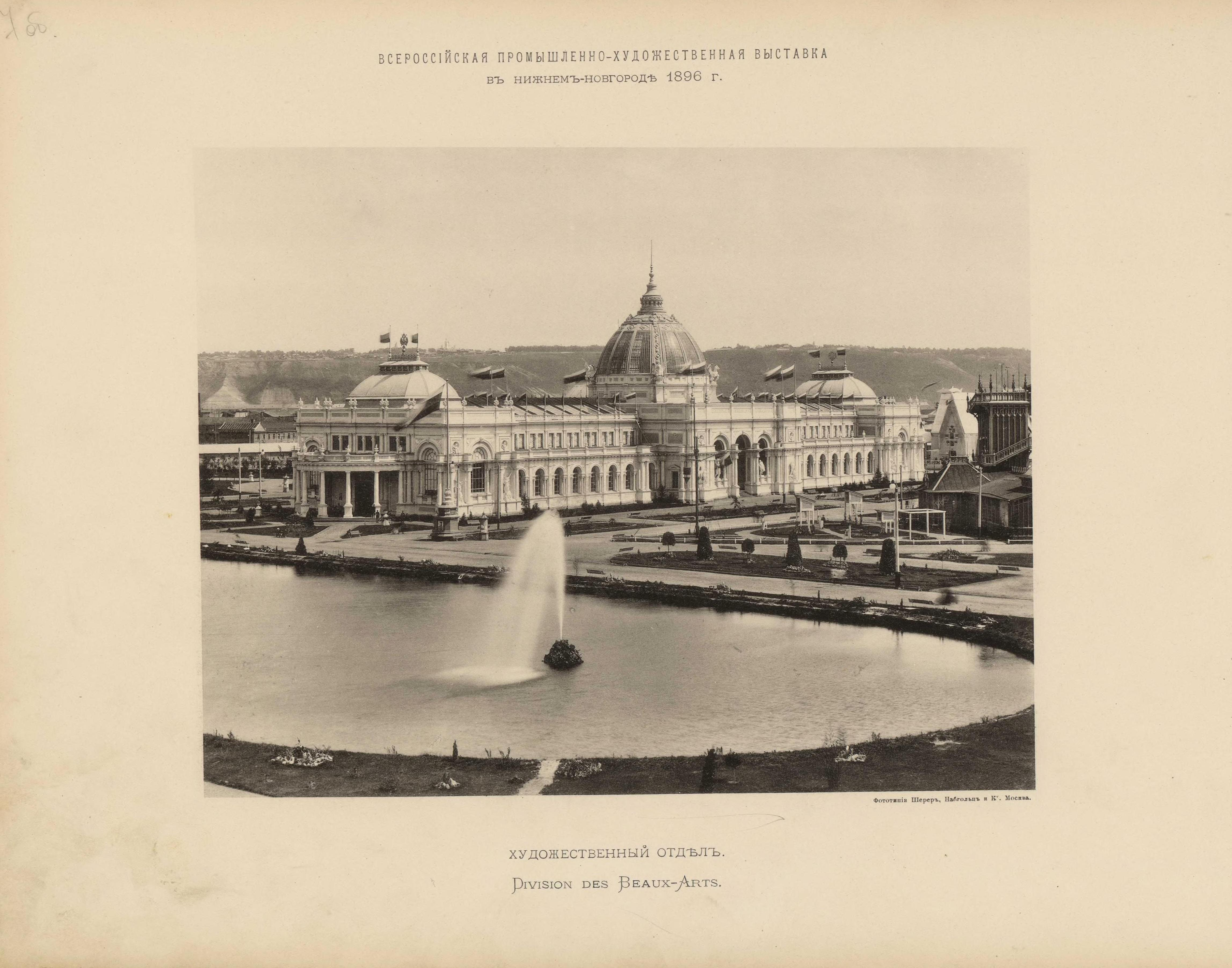
Художественный отдел
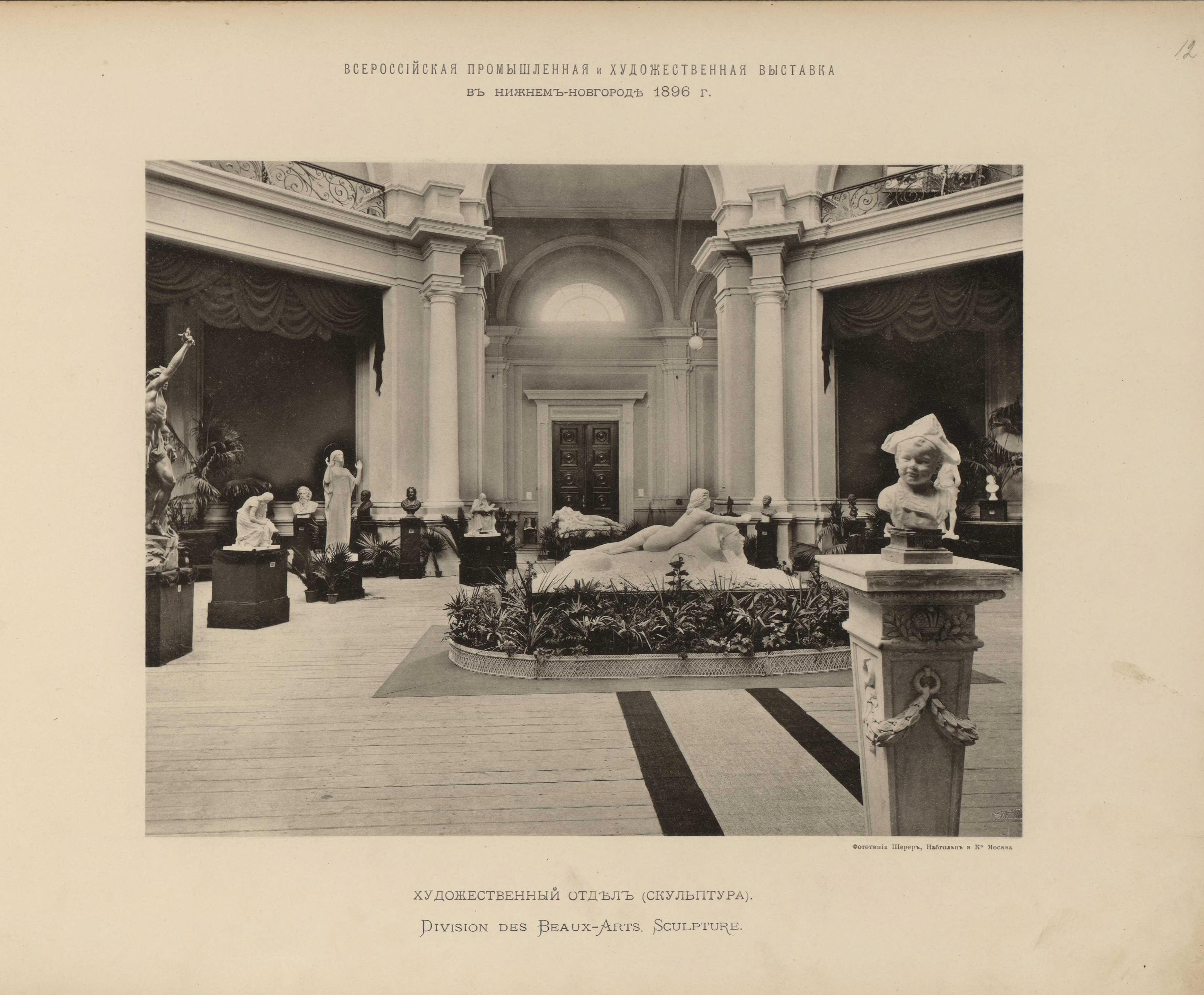
Художественный отдел (скульптуры)
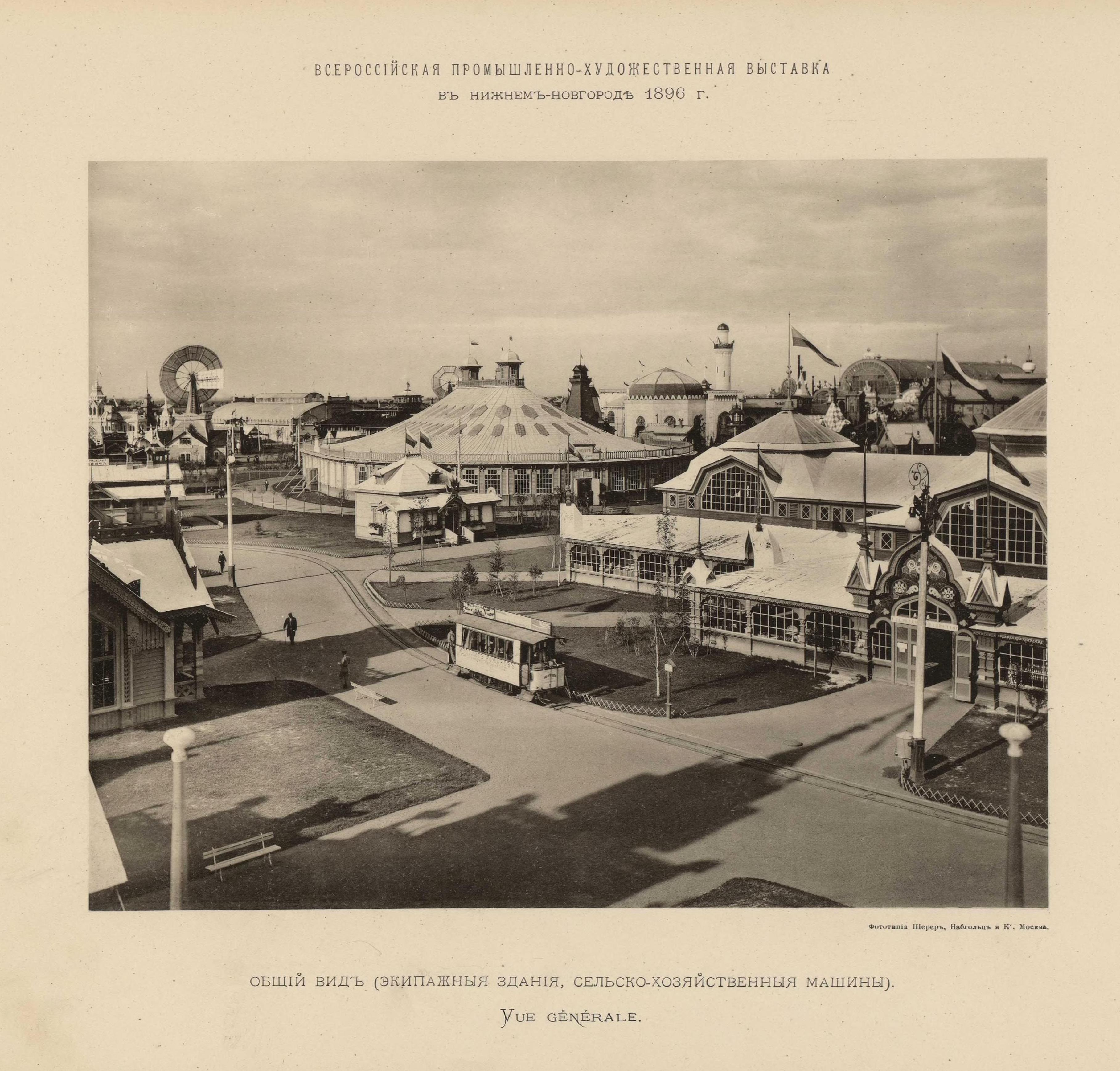
Экипажный овальный павильон с висячим стальным покрытием В. Г. Шухова
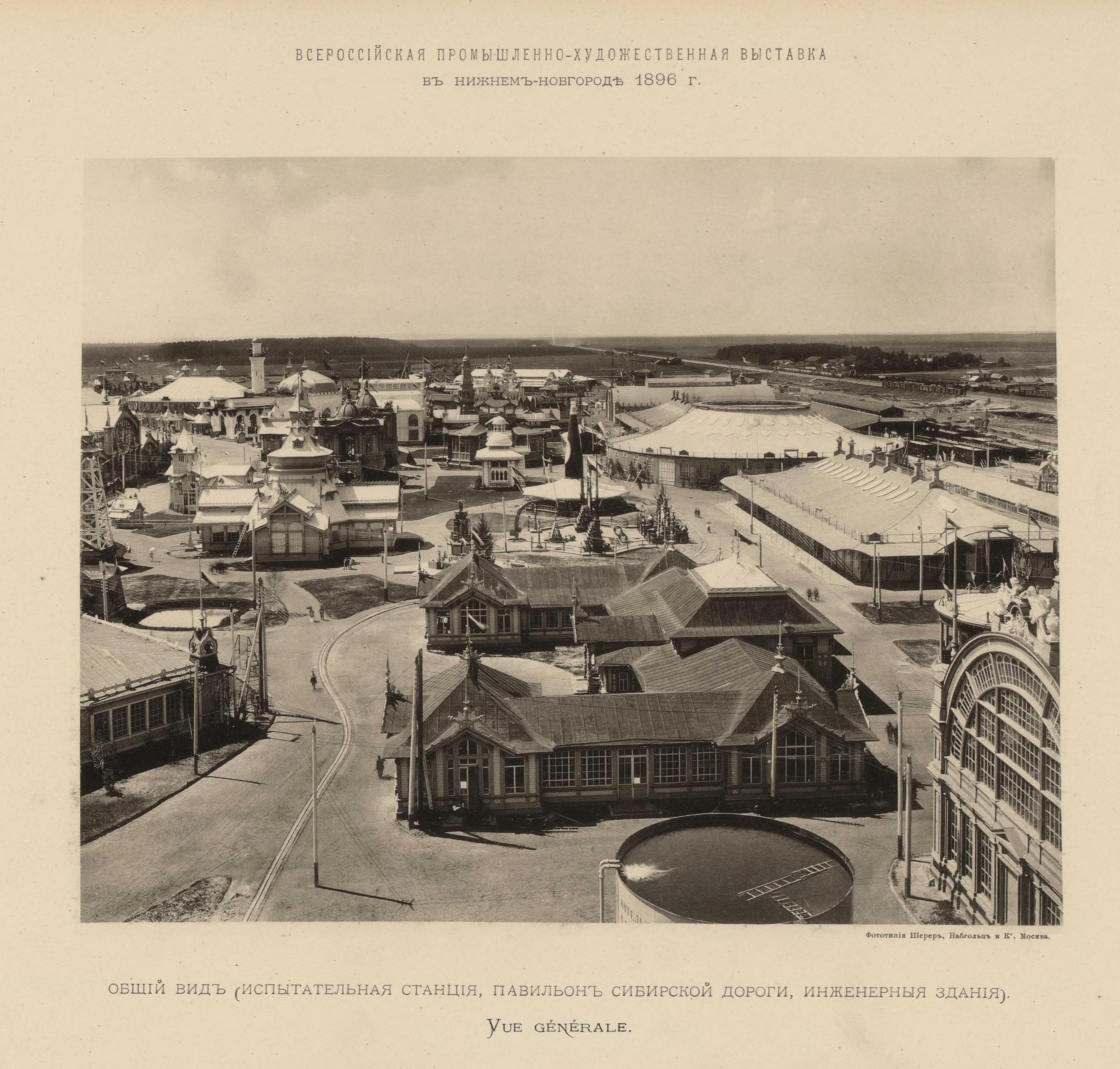
Ротонда и прямоугольный павильон конструкции В. Г. Шухова
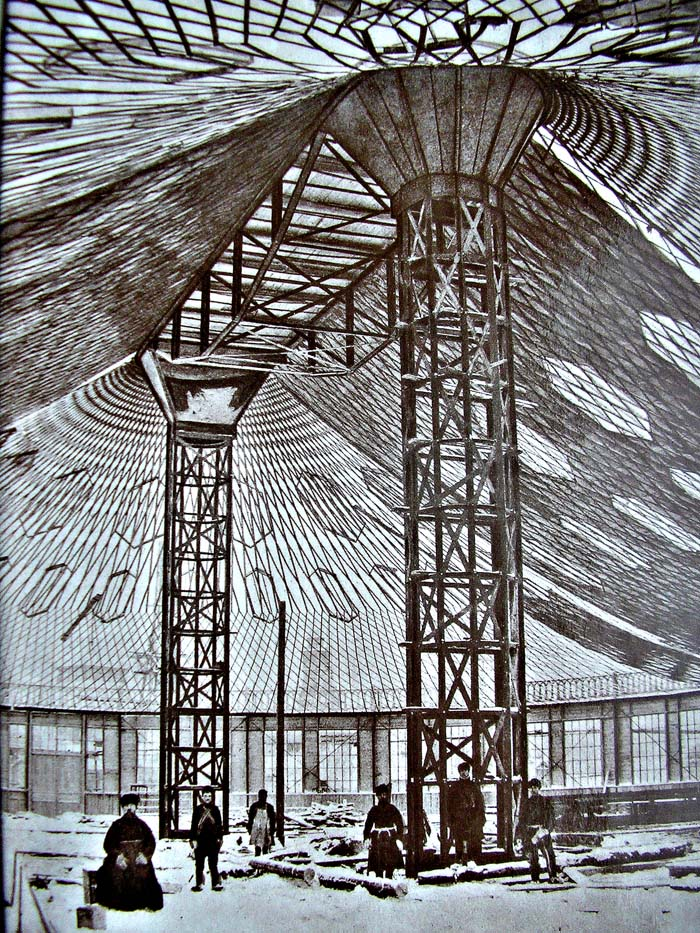
Сетчатое стальное покрытие Овального павильона В. Г. Шухова